# Pentadekagontal
Pentadekagontal är en sorts figurtal som representerar en pentadekagon. Det n:te pentadekagontalet ges av formeln
{\displaystyle {\frac {13n^{2}-11n}{2}}}
De första pentadekagontalen är:
0, 1, 15, 42, 82, 135, 201, 280, 372, 477, 595, 726, 870, 1027, 1197, 1380, 1576, 1785, 2007, 2242, 2490, 2751, 3025, 3312, 3612, 3925, 4251, 4590, 4942, 5307, 5685, 6076, 6480, 6897, 7327, 7770, 8226, 8695, 9177, 9672, 10180, 10701, … (talföljd A051867 i OEIS)